# Alain Genestar
Alain Genestar, né le 16 janvier 1950 à Caen, Calvados, est un journaliste français.

## Biographie

### Jeunesse et études
Alain Genestar est le fils de Jean Genestar, directeur de société, et d'Éliane Adam, il fait ses études à l'Institution Saint-Jean-Eudes à Vire (Calvados), puis à Caen (Institution Sainte-Marie, lycée Malherbe). Il est diplômé d'études supérieures de droit public (faculté de droit) et de l'Institut d'études politiques de Paris.

### Parcours professionnel
Il s'oriente alors vers le journalisme. Il débute à Ouest-France (1972-1974), puis travaille pour le quotidien Le Monde (1974-1976). Il est nommé chef de publicité au quotidien économique Les Échos, puis rédacteur en chef à L'Écho républicain (Chartres), de 1980 à 1987. 
En 1985, il est chargé de mission auprès de Roger Thérond à Paris Match. 
Il est directeur de la rédaction du Journal du dimanche (1987-1999), 
En 1999, il est nommé directeur de la rédaction de Paris Match.
En 2006, il quitte cet hebdomadaire sur la pression de son propriétaire Arnaud Lagardère après avoir décidé de publier en couverture une photo de  Cécilia Sarkozy et Richard Attias ensemble à New York.
En 2007, il se porte, sans succès, candidat à la présidence du groupe Le Monde. 
En 2008, il est directeur de publication de Polka Magazine, un magazine qu'il a créé consacré à la photographie.
Marié le 10 mai 1972 avec Brigitte Meslon, il a trois enfants : Edouard, Adélie et Victor.
Il est professeur associé à l'Institut d'études politiques de Paris, où il enseigne au sein de l'école de journalisme.

## Œuvres
- Les péchés du Prince, Grasset, Paris, 1992  (ISBN 978-2-2464-5981-1)
- Français, si vous rêviez, Grasset, Paris, 1995  (ISBN 978-2-2464-7671-9)
- Le Baraquement américain, Grasset, Paris, 1998  (ISBN 978-2-2465-3571-3)
- Expulsion, Grasset, Paris, 2008  (ISBN 978-2-2467-4481-8)